# Турсунов Ерніс Нурдінович
Турсунов Ерніс Нурдінович (24 серпня 1935, Фрунзе — 11 червня 2014, Бішкек, Киргизстан) — радянський і киргизький поет, драматург і перекладач, народний поет Киргизстану.
У 1948 дебютував поетичною збіркою «Гул». Пізніше вийшли книги «Булбул», «Жигиттер», «Біїктік», «Автопортрет» та інші. Був відомий і своїми перекладами. Був одним з перших перекладачів на киргизька мова Корану і Біблії. Також перекладав твори Т. Шевченка, О.Пушкіна, М. Некрасова, С. Єсеніна та інших відомих поетів.
Його драми «Красуні», «Правда сильніше», «Сильні духом», «Замандаш» і «Байтик Баатир» з успіхом ставилися на сценах киргизьких театрів.